# Шемша
Шемша (слч. Šemša) насељено је мјесто са административним статусом сеоске општине (слч. obec) у округу Кошице-околина, у Кошичком крају, Словачка Република.

## Становништво
| Година:    | 1994. | 2004.   | 2014.   | 2024.    |
| ---------- | ----- | ------- | ------- | -------- |
| Број људи: | 803   | 730     | 786     | 1020     |
| Разлика:   |       | -9,09 % | +7,67 % | +29,77 % |

| Година:    | 2023. | 2024.   |
| ---------- | ----- | ------- |
| Број људи: | 1012  | 1020    |
| Разлика:   |       | +0,79 % |

Према подацима о броју становника из 2011. године насеље је имало 804 становника.